# Madeiravink
De madeiravink (Fringilla maderensis) is een zangvogel uit de familie van de vinkachtigen (Fringillidae). De vogelsoort is endemisch op het eiland Madeira.

## Taxonomie
De vogel werd in 1888 door de Britse vogelkundige Richard Bowdler Sharpe geldig beschreven.
Door de grote uiterlijke gelijkenis met de (gewone) vink (F. coelebs) is dit taxon veelal gezien als een ondersoort, maar volgens in 2021 gepubliceerd onderzoek is de status van soort verdedigbaar.

## Kenmerken
De vogel is 14 tot 18 centimeter lang en lijkt sterk op de gewone vink. Het mannetje heeft een olijfgroene mantel en een zweem van blauw op de flanken. Het vrouwtje is van boven donker grijsbruin en van onder lichter grijs met een vleugelstreep.

## Verspreiding en leefgebied
De madeiravink komt voor op het eiland Madeira. Omdat BirdLife International de vogel als ondersoort aanmerkt heeft deze geen eigen vermelding op de Rode Lijst van de IUCN.